# 人民广场 (秦皇岛市)

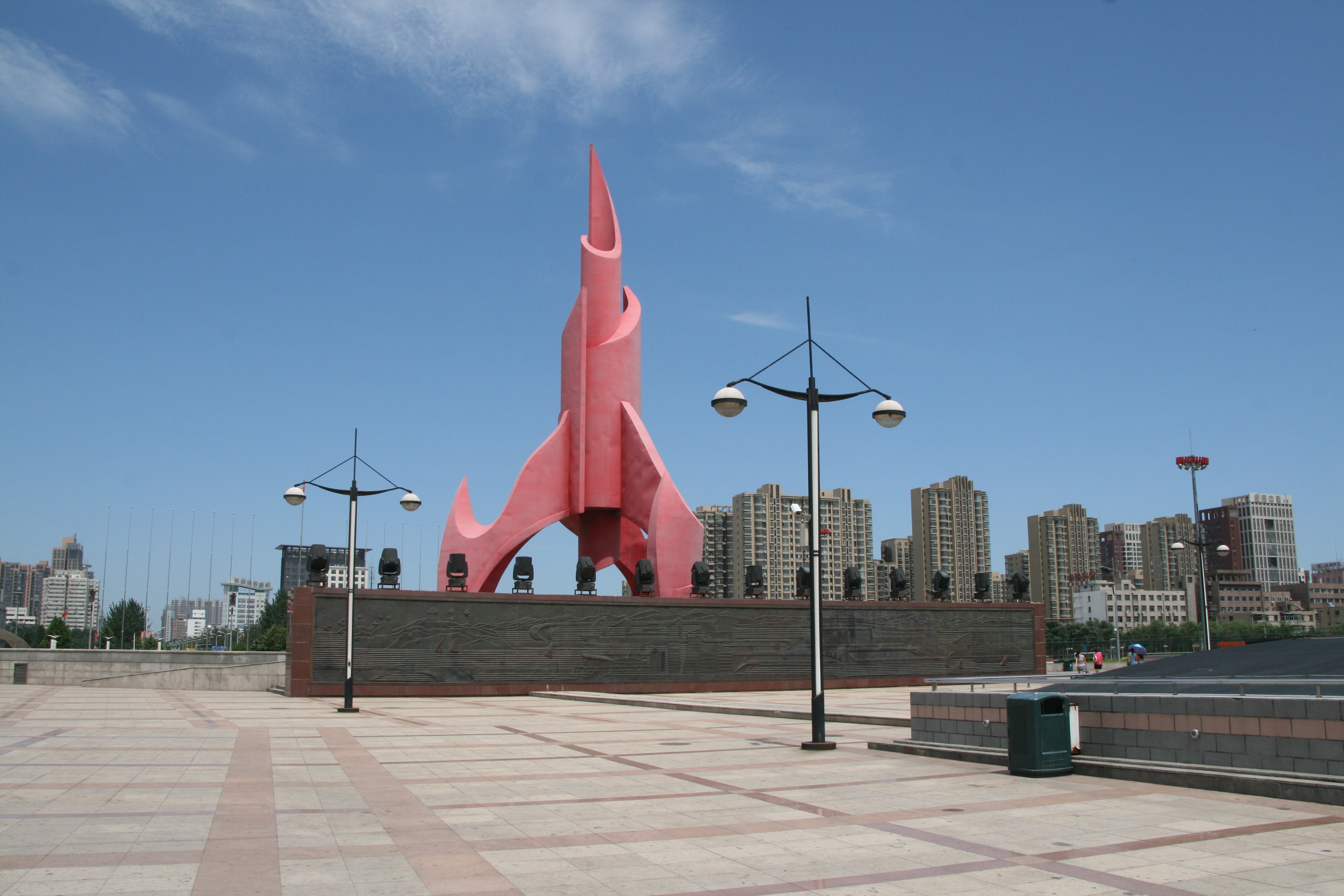
人民广场上的雕塑《众志成城》

人民广场，位于河北省秦皇岛市海港区，是秦皇岛市的标志性建筑。

## 简介
人民广场位于秦皇岛市海港区的中心位置，与迎宾路相对，由建设大街、广场西路、康乐街、人民路围合而成，总占地面积450亩，由秦皇岛市人民政府投入巨资，由上海同济大学规划研究院总体设计，济南市建筑设计院深化设计，2000年1月开工建设，2002年7月建成。建成时是河北省最大的城市广场。
人民广场占地面积450亩。广场中央是雕塑《众志成城》，高30余米，通体红色，将三个大写的“人”字组合形成三人为众、众志成城的主题。该雕塑在形象上借用长征火箭以及耕犁的造型，通过向心性的旋转使雕塑产生运动升腾感。三足鼎立造型增强了雕塑抗击台风的稳定性，也使行人在迎宾路上可随时看见该雕塑。雕塑《众志成城》由清华大学美术学院雕塑系副教授胥建国设计，获2006对话·传统——全国雕塑邀请展一等奖。
人民广场地上部分以迎宾路中心延长线为中轴线，由北向南依次布置有：入口标志、下沉喷泉水池、舞台、雕塑《众志成城》，最南端是弧形观光长廊。广场南端的地下一层为商场，是休闲、购物、餐饮场所。人民广场建成后，秦皇岛市海港区人民政府连续多年在此举办元宵灯会、庙会。每年夏季夜晚，人民广场上有歌舞表演。各种车展、房展等大型活动经常在此举办。人民广场的喷泉表演也是秦皇岛市的景点之一。

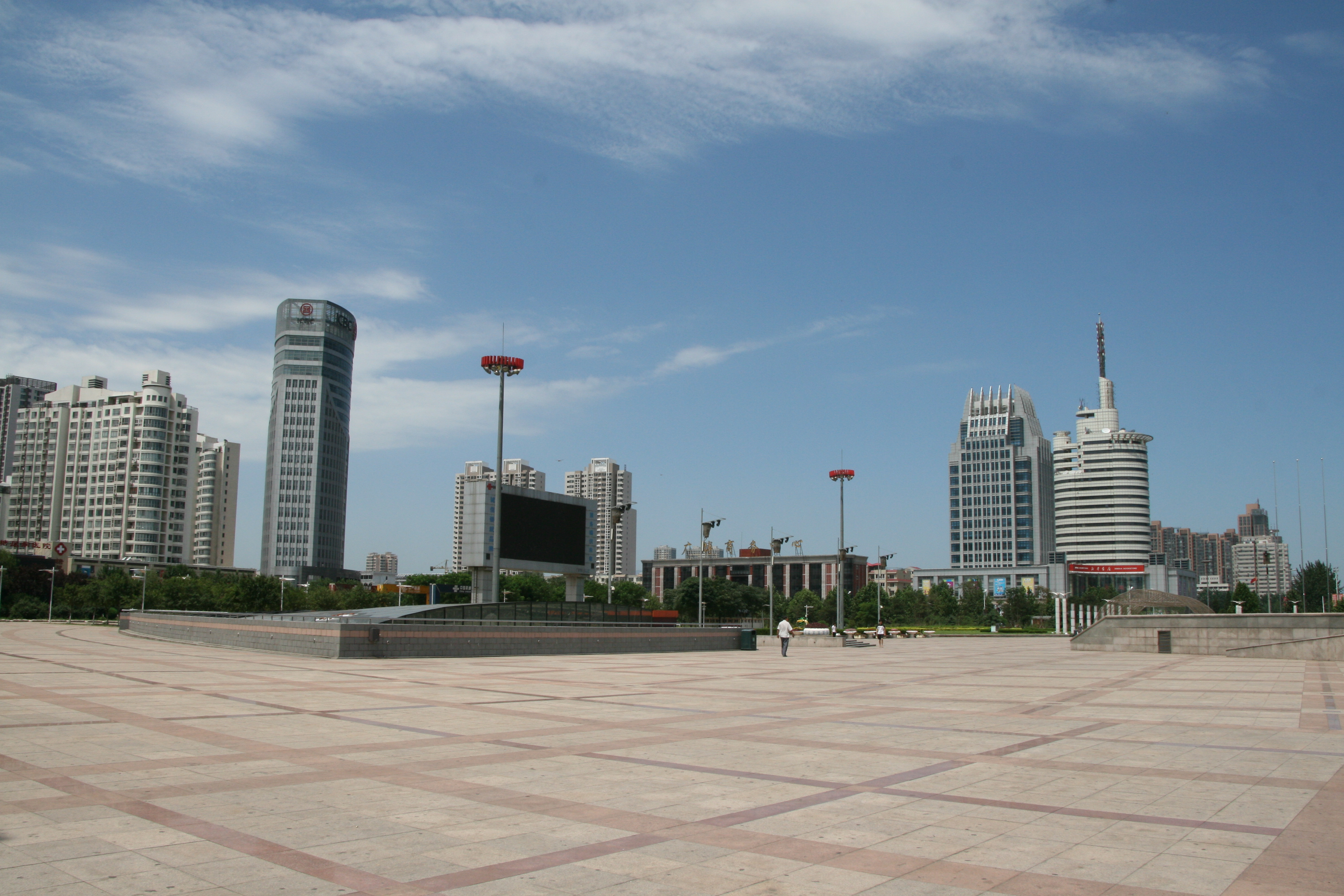
人民广场

2010年代初，按照河北省住房和城乡建设厅关于“城市原点”的有关要求，秦皇岛市提出了火车站站前广场、新世纪环岛公园、人民广场、开滦路三角花园、秦皇求仙入海处5个秦皇岛市“城市原点”标志选址备选方案。2011年3月21日，经秦皇岛市规划委员会第二次主任会研究，决定“城市原点”先在公共媒体上公开征集选址方案后，再由秦皇岛市人民政府研究确定。为此，2011年3月24日到3月30日，秦皇岛市城乡规划局在当地媒体及城乡规划局网站上发布《关于征集“城市原点”标志选址方案的公告》，在公告期内共收到选址意见80条，其中同意选址在人民广场的有30条。人民广场遂被秦皇岛市人民政府批准为“城市原点”。此后秦皇岛市城乡规划局组织专业设计公司到人民广场踏勘，再邀中央美术学院、鲁迅美术学院、清华大学美术学院、天津美术学院的雕塑系专家设计，共征集10多套方案，之后邀请中国国内雕塑专家评审，最终由中央美术学院雕塑系设计的“城市原点”方案《源》入选。该标志由石材、铜、涌泉、激光组成，直径约8米，以秦皇岛历史为素材，以地浮雕镌刻秦皇岛重大历史事件，形式上参考日晷、汉瓦当等样式。2012年在人民广场建成。